# Ben Carruthers
Pour les articles homonymes, voir Carruthers.
Ben Carruthers, né le 14 août 1936 dans l'Illinois et mort le 27 septembre 1983 à Los Angeles, est un acteur américain.

## Biographie
Après ses débuts à la télévision à la fin des années 1950, Ben Carruthers est révélé au cinéma dans Shadows, premier long métrage de John Cassavetes (1959).
Il enchaîne ensuite films d'auteur et grand public. Que ce soit au cinéma ou à la télévision, il aura des partenaires de poids tels qu'Anthony Quinn, James Coburn, Lee Marvin, Ernest Borgnine et Charles Bronson dans des films notables comme Cyclone à la Jamaïque (1965) ou Les Douze Salopards (1967), mais aussi des partenaires atypiques comme Serge Gainsbourg et Daniel Emilfork dans une curieuse production cinématographique suisse, L'Inconnu de Shandigor de Jean-Louis Roy (1967).
Il meurt à 47 ans des suites d'une maladie du foie, information souvent rapporté, mais non confirmé.
Selon son fils, il serait plutôt mort d'un cancer.

## Filmographie

### Cinéma
- 1959 : Shadows de John Cassavetes : Ben
- 1961 : Guns of the Trees de Jonas Mekas : Ben
- 1964 : Goldstein de Philip Kaufman et Benjamin Manaster : Jay
- 1964 : Lilith de Robert Rossen : Benito (non crédité)
- 1965 : Scruggs de David Hart : Ben
- 1965 : Amour 65 (Karlek 65) de Bo Widerberg : Benito
- 1965 : Cyclone à la Jamaïque (A High Wind in Jamaica) d'Alexander Mackendrick : Alberto
- 1967 : L'Inconnu de Shandigor de Jean-Louis Roy : Manuel
- 1967 : Fearless Frank de Philip Kaufman : « Le Chat »
- 1967 : Les Douze Salopards (The Dirty Dozen) de Robert Aldrich : Glenn Gilpin
- 1968 : To Grab the Ring de Nikolai van der Heyde : Alfred Lowell
- 1968 : Le Peuple des abîmes (The Lost Continent) de Michael Carreras et Leslie Norman : Ricaldi
- 1969 : La Mutinerie (Riot) de Buzz Kulik : Surefoot
- 1971 : Universal Soldier de Cy Endfield : Jesse
- 1971 : Le Convoi sauvage (Man in the Wilderness) de Richard C. Sarafian : Longbow

### Télévision
- 1957 : M Squad, série télévisée, épisode Neighborhood Killer réalisé par Bernard Girard : David Chevney
- 1958 : Gunsmoke, série télévisée, épisode The Cast réalisé par Jesse Hibbs : Rufe Tucker
- 1965 : The Wednesday Play, série télévisée, épisode The Man Without Papers réalisé par Peter Duguid : Roscoe Mortimer
- 1968 : Les Champions (The Champions), série télévisée, épisode L'Île noire (The Dark Island) réalisé par Cyril Frankel : Perango
- 1969 : My Friend Tony, série télévisée d'Ivan Goff et Ben Roberts, épisode The Twenty-Mile Jog